# Cinderellas silberner Schuh
Cinderellas silberner Schuh (englisch The Slipper and the Rose) ist ein britisches Filmmusical aus dem Jahr 1976, das das klassische Märchen von Cinderella neu erzählt unter der Regie von Bryan Forbes. Der Film wurde als Royal Command Performance Film des Jahres 1976 ausgewählt.

## Handlung
Prinz Edward von Euphrania kehrt nach Hause zurück, nachdem er Prinzessin Selena von Carolsveld getroffen hat, die seine Eltern für ihn arrangiert haben. Edward hat Selena jedoch keinen Heiratsantrag gemacht und prangert wütend arrangierte Ehen an. Edward zieht es vor, aus Liebe zu heiraten, während seine Eltern ein politisches Bündnis anstreben.
Inzwischen hat Cinderella grausame Stiefmutter sie in den Keller verbannt und zwingt sie, als Dienstmädchen für sie und ihre beiden rachsüchtigen Töchter Isobella und Palatine zu arbeiten. Trost findet Cinderella in der Erinnerung an glücklichere Zeiten. Als sie am Grab ihrer Eltern Blumen niederlegt, stößt sie versehentlich auf den Prinzen und seinen Freund und Leibwächter John, die die königliche Gruft besuchen. Der Prinz spricht sardonisch über seine toten Vorfahren, mit denen er eines Tages begraben werden wird.
Zurück im Schloss wird dem König von Euphranien geraten, dass eine Heirat zwischen Edward und einer Prinzessin aus einem der Nachbarländer Euphraniens einen Krieg verhindern würde. Ein Ball soll Edward bei der Brautwahl helfen. Der Prinz hasst die Idee, aber sein Cousin Montague ist begeistert. Als die Nachricht eintrifft, dass Carolsveld einen Krieg gegen Euphrania plant, bleibt Edward nichts anderes übrig, als zuzusagen. Da jedoch weniger als die Hälfte der Prinzessinnen der Einladung folgen, wird der örtliche Adel eingeladen, darunter auch Cinderellas Stiefmutter und Stiefschwestern.
Da es in der Schneiderei keine Kleider mehr gibt, verlangen die Stiefmutter und die Stiefschwestern, dass Cinderella aus dem Stoff ihrer alten Kleider elegante Kleider für den Ball näht, und zwar für alle drei. Cinderella weiß nicht, was sie tun soll. Wie es der Zufall will, kommt eine gute Fee, die die Wünsche derer erkennt, die reinen Herzens sind, und näht drei wunderschöne Kleider, während Cinderella sich ausruht. In dieser Nacht gehen die Stiefmutter und die Stiefschwestern zum Ball und lassen Cinderella allein zurück. Aschenbrödels gute Fee kommt zurück und sagt Aschenbrödel, dass sie auch auf den Ball gehen darf. Sie verwandelt Cinderellas schäbiges Kleid in ein wunderschönes, frisiert ihr Haar nach der Mode der Zeit und zaubert eine Kutsche und Pferde herbei. Mit der Warnung, dass der Zauber nur bis Mitternacht hält, wird Cinderella zum Ball geschickt. Es ist Liebe auf den ersten Blick, als sich Cinderella und Edward auf dem Ball begegnen. Als die Uhr Mitternacht schlägt, flieht Cinderella und lässt nur ihren Glaspantoffel zurück.
Edward schickt seine Diener in alle Himmelsrichtungen, um die Frau zu suchen, zu der der gläserne Pantoffel passt. Die Suche bleibt erfolglos. Edward errichtet dem Schuh ein Denkmal und hofft, dass seine verlorene Liebe eines Tages wieder auftaucht. Auch John leidet an Liebeskummer. Er ist in eine Adlige verliebt, aber sein Stand verbietet es ihm, mit ihr zusammen zu sein. Edward schlägt John zum Ritter, damit dieser seine Romanze mit Lady Caroline fortsetzen kann. Schließlich zerschlägt Edward aus Frustration über seine erfolglose Suche das Denkmal und wirft den Schuh in den Wald, wo Cinderella ihn findet und damit zu tanzen beginnt, was John auf den Plan ruft, der daraufhin den Prinzen informiert.
Cinderella und Edward sind wieder vereint und werden von ihrer Stiefmutter und ihren Stiefschwestern empfangen. Edward bittet seine Stiefmutter um die Erlaubnis, Cinderella heiraten zu dürfen, und sie willigt ein, wenn auch nur, um Cinderella loszuwerden. Cinderella sagt ihrer Stiefmutter und ihren Stiefschwestern, dass sie ihnen ihre Misshandlungen verzeiht. Im Thronsaal treten Edward und Cinderella vor den König und die Königin. Während der König und die Königin Cinderella charmant finden, scheint den König etwas zu beunruhigen. Er nimmt den Oberhofmeister beiseite und teilt ihm mit, dass sein Sohn und Cinderella, die keine Königin ist, auf keinen Fall heiraten können. Der Oberhofmeister erklärt Cinderella, dass ein militärisches Bündnis durch eine Heirat mit einem der benachbarten Königreiche geschlossen werden müsse, um sie vor Krieg zu schützen und die Sicherheit und den Fortbestand Euphraniens zu gewährleisten. Zusammen mit dieser entmutigenden Nachricht wird ihr mitgeteilt, dass sie noch in derselben Nacht verbannt werden müsse, um einen Krieg mit Carolsveld zu vermeiden. Mit gebrochenem Herzen bittet Cinderella den Lord Chamberlain, Edward zu sagen, dass sie ihn nie geliebt hat, denn sie weiß, dass Edward versuchen wird, sie zu finden, weil er sie liebt.
Nachdem er von John erfahren hat, was der König Cinderella angetan hat, konfrontiert ihn Edward wütend damit, dass er seine Chancen auf Liebe und eine glückliche Ehe zunichtegemacht hat. Die Situation erkennend und wissend, dass der König und die Königin ihre Haltung zu einer politischen Heirat nicht aufgeben werden, erklärt er sich bereit, zu heiraten, wen sie wollen, aber seine ehelichen Pflichten werden nicht über den Altar hinausgehen. Er spricht den Fluch aus, dass ihr Königshaus mit ihm sterben und Euphrat ins Chaos stürzen werde. Der König fühlt sich schuldig, Cinderella ins Exil geschickt zu haben, aber er hatte keine andere Wahl, da er einen Krieg mit Carolsveld fürchtete. Am Tag seiner Hochzeit bittet Edward Cinderella um Vergebung für die Heirat mit Selena, ohne zu wissen, dass die gute Fee ihn gehört hat. Cinderella lebt friedlich im Exil in einem anderen Land und denkt immer noch an Edward. Ihre gute Fee kommt und fragt Cinderella, warum sie nicht im Schloss ist, da Edward an diesem Tag heiraten wird. Cinderella ist überrascht und fragt, wen Edward heiraten wird. Die gute Fee weiß es nicht, weil es sicher die falsche Frau ist, aber sie plant, die Dinge wieder in Ordnung zu bringen.
Zurück im Schloss, während die Hochzeit gefeiert wird, sind alle überrascht, als Cinderella in einem Hochzeitskleid erscheint. Der König unterbricht die Hochzeit, um mit seinem Rat unter vier Augen zu sprechen. Die gute Fee nimmt an dem Gespräch teil und überzeugt den König, das Gesetz zu ändern, damit Edward das Mädchen seiner Wahl heiraten kann. Überraschenderweise verlieben sich Edwards Cousin und die Auserwählte auf den ersten Blick ineinander und heiraten, so dass das Bündnis doch noch zustande kommt. Cinderella und Edward leben glücklich bis an ihr Lebensende.

## Produktion
Der Film wurde 1975 unter dem Titel The Story of Cinderella angekündigt. Über 800 Mädchen wurden für die Rolle des Cinderellas in Betracht gezogen, etwa 150 sprachen vor, bevor Gemma Craven ausgewählt wurde. Mehr als 300 Kostüme wurden für den Film angefertigt. Der Film wurde in England und Österreich gedreht: Salzburg und Schloss Anif, Broughton Castle bei Banbury in Oxfordshire und die Southwark Cathedral in London.
Die Szene, in der Cinderella auf einer Schaukel sitzend I Can’t Forget the Melody singt, ist eine Anspielung auf „Die Schaukel“, ein Gemälde von Jean-Honoré Fragonard. Jedes Detail von Cinderellas Kostüm und Kulisse ist mit dem Gemälde von Fragonard identisch, einschließlich der Farbe ihres Kleides und der Form ihres Hutes.
Cinderella und der Prinz tanzen zu ihrem ersten Walzer den Ländler, einen traditionellen österreichischen Tanz.
Dies war Lockwoods erster Spielfilm seit 1955.

## Veröffentlichung
Nach der Uraufführung als Royal Film Performance am 24. März 1976 wurde der Film am 25. März von Cinema International Corporation in Großbritannien und am 4. November von Universal Pictures in den Vereinigten Staaten veröffentlicht.

### Kritiken
Bei der königlichen Vorführung von Cinderellas silberner Schuh am 24. März 1976 sagte die Königinmutter zu den Songschreibern: „Der Walzer, den Sie für die Ballsaalszene geschrieben haben, ist das schönste Lied, das ich je gehört habe“.
In der New York Times schrieb der Kritiker Vincent Canby: „Mr. Forbes und Robert Sherman, die Autoren des Drehbuchs, haben die Fabel gnadenlos gestreckt, vor allem, um eine ganze Reihe vergessener Songs der Shermans unterzubringen, die in 'Mary Poppins' und 'Tom Sawyer' sehr gut waren, die aber, wenn sie, wie hier, aus dem Takt geraten, wie eine Parodie auf das schlimmste Broadway-Musiktheater der 50er Jahre klingen“. Canby fügte hinzu, dass Mr. Chamberlain und Miss Craven als Prinz und Cinderella „unmögliche Rollen haben, die weniger wie Figuren in einem Märchen als wie Bilder auf einem Glas Erdnussbutter aussehen.“
Variety nannte den Film „eine intelligente und glückliche Mischung aus der reinsten Unterhaltung, die man hier seit einiger Zeit gesehen hat“, mit „feinen Darbietungen einer großartigen Besetzung britischer Schauspieler“, insbesondere Michael Hordern, der „als König viele Szenen stiehlt, in einer seiner besten Darbietungen überhaupt“.
Gene Siskel von der Chicago Tribune gab dem Film 3 von 4 Sternen und schrieb: „Die Lieder sind nicht denkwürdig, aber der König und die gute Fee sind es“.
Charles Champlin von der Los Angeles Times kommentierte: „Die Vorzüge des Films – nicht unbedingt in dieser Reihenfolge – sind, dass er aufwendig produziert, angenehm witzig und mit einigen farbenfrohen und einnehmenden Darstellungen geschmückt ist. Er verdient die Anerkennung einiger Erwachsener, weil er zeigt, dass Familienkost nicht kindisch sein muss... Die Mängel sind nicht so gravierend, dass sie die Freude an einem so stilvollen und gutherzigen Film ernsthaft trüben könnten. Aber es ist wirklich eine vertraute Reise, so luxuriös das Vehikel auch sein mag, und die letzten 20 Minuten oder so scheinen tatsächlich sehr lang und langsam zu sein“.
Gary Arnold von der Washington Post schrieb, dass der Film „nicht als eines der großen Musicals in Erinnerung bleiben wird, aber er ist unterhaltsamer, als ich dachte“ und fügte hinzu, dass das Drehbuch „angenehme Ausbrüche von Albernheit und Fantasie habe. Michael Hordern als besorgter, abstrakter König und Annette Crosbie als Cinderellas lebhafte, humorvolle gute Fee sind durchweg entzückend“.
Brenda Davies vom Monthly Film Bulletin schrieb: „Die Lieder sind nicht sehr einprägsam, aber sie sind angenehm und passen in ihren Kontext; auch die Choreographie passt gut zur Handlung, ist aber für sich genommen nicht besonders einfallsreich. Aber diese Schwächen werden durch den Witz und den Schwung der Texte und des Spiels mehr als wettgemacht“.

### Auszeichnungen
| Auszeichnung                        | Kategorie                   | Nominierte                                                                                         | Resultat  |
| ----------------------------------- | --------------------------- | -------------------------------------------------------------------------------------------------- | --------- |
| Oscar                               | Beste Filmmusik             | Song Score von Richard M. Sherman und Robert B. Sherman; Adaptiert bei Angela Morley               | Nominiert |
| Oscar                               | Bester Song                 | „He Danced with Me/She Danced with Me“ Musik und Text von Richard M. Sherman und Robert B. Sherman | Nominiert |
| British Academy Film Award          | Bester Nebendarsteller      | Michael Hordern                                                                                    | Nominiert |
| British Academy Film Award          | Beste Nebendarstellerin     | Annette Crosbie                                                                                    | Nominiert |
| British Academy Film Award          | Beste Kostüme               | Julie Harris                                                                                       | Nominiert |
| British Academy Film Award          | Beste Filmmusik             | Richard M. Sherman und Robert B. Sherman                                                           | Nominiert |
| British Academy Film Award          | Bestes Szenenbild           | Raymond Simm                                                                                       | Nominiert |
| Evening Standard British Film Award | Best Actress                | Annette Crosbie                                                                                    | Gewonnen  |
| Golden Globe Award                  | Bester fremdsprachiger Film | Bester fremdsprachiger Film                                                                        | Nominiert |
| Golden Globe Award                  | Beste Filmmusik             | Richard M. Sherman und Robert B. Sherman                                                           | Nominiert |
| Saturn Award                        | Bester Fantasyfilm          | Bester Fantasyfilm                                                                                 | Nominiert |
| Saturn Award                        | Bestes Kostüm               | Julie Harris                                                                                       | Nominiert |

## In der Populärkultur
- In dem Londoner Stück „Frost/Nixon“ aus dem Jahr 2006 verweist der Dramatiker Peter Morgan auf David Frosts Beteiligung als ausführender Produzent von „The Slipper and the Rose“ und deutet damit an, dass Frost eher ein „Entertainer“ als ein ernsthafter Journalist sei.[16]

## Bühnenadaptionen
Die Musical-Adaption von Philip Burley aus dem Jahr 1984 mit Songs von Richard M. Sherman und Robert B. Sherman wurde häufig von britischen Community Theatern aufgeführt, darunter 2001 von der Bilston Operatic Company in Wolverhampton, im Mai 2008 im Minack Theatre in Cornwall, 2011 im York Theatre Royal, und 2013 von BOST Musicals im Liverpool Empire Theatre.
Die nordamerikanische Erstaufführung fand 2005 im Hale Center Theatre in West Valley City, Utah, statt, weitere Produktionen wurden 2008 im Tacoma Musical Playhouse in Tacoma, Washington, und 2011 von Productions Coracole im Beaubois Theatre in Montréal, Québec, aufgeführt.